# Río Azufre
El río Azufre es un curso natural de agua binacional que nace en las laderas occidentales del volcán Tacora, en el altiplano de la Región de Arica y Parinacota y fluye condirección general sur hasta su confluencia con el río Caracarani para dar origen al río Lluta.

## Trayecto
El río nace en territorio chileno, cruza la frontera con Perú y luego vuelve a territorio chileno convirtiendo la cuenca del río Lluta en una cuenca binacional.: 218 
En las zonas altas del río Azufre se presentan rocas volcánicas del periodo mioceno. Su nombre se debe al alto contenido de azufre, recurso explotado por empresas mineras (Ancara, Tacora, Chapiquiña y Vilque) en el pasado en las cercanías del volcán Tacora y, en 2010, no muy trabajado.

## Caudal y régimen
Niemeyer advierte que parte de las aguas del río son desviadas, pero que en régimen natural su caudal alcanza 30 a 50 l/s.: 18–19 
El documento de la Dirección General de Aguas informa sobre el comportamiento de los caudales a través del año:: 38 
Toda la cuenca del río Lluta presenta un régimen pluvial con crecidas importantes entre los meses de enero a marzo, producto de precipitaciones estivales debido al denominado “Invierno Altiplánico”. El período de estiaje en años secos para esta cuenca se prolonga por varios meses del año, desde abril hasta diciembre, debido a la escasez de precipitaciones, con algunas excepciones en ciertas estaciones fluviométricas, donde se aprecian pequeños aumentos de caudales en los meses de invierno, producto de precipitaciones esporádicas. Para la subcuenca alta, desde el nacimiento del río Lluta hasta la junta de la quebrada Aroma, y subcuenca media, desde la junta de la quebrada Aroma hasta la junta de la quebrada Cardones, se aprecia que estadísticamente el período de menores caudales ocurre en el trimestre septiembre, octubre, noviembre.

## Historia
Francisco Solano Asta-Buruaga y Cienfuegos escribió en 1899 en su Diccionario Geográfico de la República de Chile sobre el río:
Azufre (Río del).-—Tiene origen en las vertientes de los cerros Ancochallani y Tacora de los Andes de la provincia de Tacna. Corre más ó menos hacia el O. con escaso caudal siguiendo á lo largo el valle de Lluta y va á perderse en la costa á pocos kilómetros al N. de la bahía de Arica. En su sección superior se hacen notar las materias sulfúreas que trae de aquellos cerros.
Azufre (Rio del) 17° 48’ 69° 47'. Recibe las aguas de las faldas E de la sierra de Guailillas, corre hacia el SE, con un m³ de caudal mas o menos, de aguas termales, cristalinas, que llevan en disolución sulfates de hierro, alúmina, i cal en gran proporción i 3 gramos por litro, de ácido, sulfúrico libre; concluye por vaciarse en la márjen W del curso superior del rio Llura. 61, CXXIX, p. 342; 77, p. 10 i 97; 87, p. 94; 109, p. 41; 141, I, p. 172; 155, p. 64; i 156.
Luis Risopatrón lo describe en su Diccionario Jeográfico de Chile de 1924:: 59 
En las faldas del volcán Tacora existió el "Complejo Industrial Azufrero de Tacora" que mantenía el poblado de Aguas Calientes.

## Población, economía y ecología

### Proyectos de embalse, trasvase desde el Caquena y desvío del río Azufre
Hans Niemeyer menciona que existe desde fines de los años 1960 una desviación de las aguas del río Azufre hacia unos estanques de evaporación ubicados en la pampa de Titira con el fin de disminuir la concentración de elementos nocivos en el río Lluta, cuyas aguas se utilizan para la agricultura.: 19, 24 
En 1968, Niemeyer postuló varias medidas alternativas para mejorar el abastecimiento de agua y la seguridad del mismo para la comunidad de la zona. Entre ellas estaban:
- la construcción de un embalse del tipo presa de materiales sueltos, de 10 millones de metros cúbicos de capacidad en la angostura de Chironta,
- paralización de las faenas en las minas de Larancagua y desvío total de las nocivas aguas provenientes del Volcán Tacora (esto es, el río Azufre) para impedir la contaminación del río Lluta,
- trasvase de aguas un caudal de 2.0 m³/s (que correspondan a Chile) por medio de un canal forrado en hormigón con 12,8 km de longitud desde en una bocatoma en el río Caquena, 3 km abajo de su afluente Colpacagua, un sifón en la Quebrada de El Chape y un túnel de 5900 m de largo debajo del portezuelo de Siete Vueltas. Este canal las levaría al río Colpitas (o Quebrada de Allane) para desaguarlas en el río Lluta.